# Socket 2
A Socket 2 egyike volt az első szabványosított Intel foglalatoknak, amikbe x86 processzorok szerelhetők. A Socket 1 egy továbbfejlesztett változata volt Pentium Overdrive támogatással.
238 tűs, LIF/ZIF PGA foglalat volt, 19x19-es négyzet alakú elrendezésben. 25-től 50 MHz-ig fogadta az 5 V-os  486 SX, 486 DX, 486 DX2, 486 DX4, DX4 OverDrive és a 63 illetve 83 MHz-es Pentium Overdrive processzorokat.